# Hugo Hayn
Hugo Nay, connu sous son pseudonyme d'Hugo Hayn (1843-1923), est un éditeur et bibliographe allemand. Son travail de bibliographie sur le thème de l'érotisme l'a mené à faire paraître plusieurs catalogues bibliothécaires extrêmement complets sur le sujet. Son travail bibliographique est comparable à celui qu'a mené Jules Gay pour la littérature érotique française de l'époque. Le sujet de son travail fait qu'à l'époque, bien peu de ses ouvrages trouvèrent acquéreur ou même vendeur, et il mourut dans le dénuement.

### Sources
En anglais
- Martin D. Joachim. Historical Aspects of Cataloging and Classification. 2003. pp. 340 et 352.

En allemand
- Monika Bargmann. Hugo Hayn – Bibliograph der Liebe. Biblos, 57 (2008) 2, pp. 15-28.
- Karl Klaus Walther. Der Mann, der die Liebe katalogisiert. Philobiblon, 39 (1995), pp. 218-221.